# Hauterive (Allier)
Pour les articles homonymes, voir Hauterive.
Hauterive est une commune française rurale, située au sud-est du département de l'Allier, en région Auvergne-Rhône-Alpes.
Membre de la communauté d'agglomération Vichy Communauté, de l'unité urbaine et de l'aire d'attraction de Vichy, elle est peuplée de 1 186 habitants en 2022, appelés les Hauterivois et les Hauterivoises.

## Géographie

### Localisation
Hauterive se trouve au sud-est du département de l'Allier, sur la rive gauche de l'Allier. Elle est incluse dans l'unité urbaine, l'aire d'attraction, le bassin de vie et la zone d'emploi de Vichy, et est membre de la communauté d'agglomération Vichy Communauté dont elle constitue un pôle de proximité.
À vol d'oiseau, elle est située à 4,4 km au sud-sud-est de la sous-préfecture Vichy ; à 4,3 km au sud-est de Bellerive-sur-Allier, bureau centralisateur du canton ; à 53,8 km au sud de Moulins, chef-lieu du département ; à 44,7 km au nord-est de Clermont-Ferrand ; et à 113 km à l'ouest-nord-ouest de Lyon, chef-lieu de région.
Le territoire de la commune d'Hauterive est limitrophe de quatre autres communes : Abrest, Brugheas et Saint-Yorre dans l'Allier et Saint-Sylvestre-Pragoulin dans le Puy-de-Dôme.
|                                         | Abrest    |             |
| Brugheas                                | Hauterive |             |
| Saint-Sylvestre-Pragoulin (Puy-de-Dôme) |           | Saint-Yorre |

### Géologie et relief
La commune s'étend sur 808 hectares ; son altitude varie entre 252 et 305 mètres.

### Hydrographie

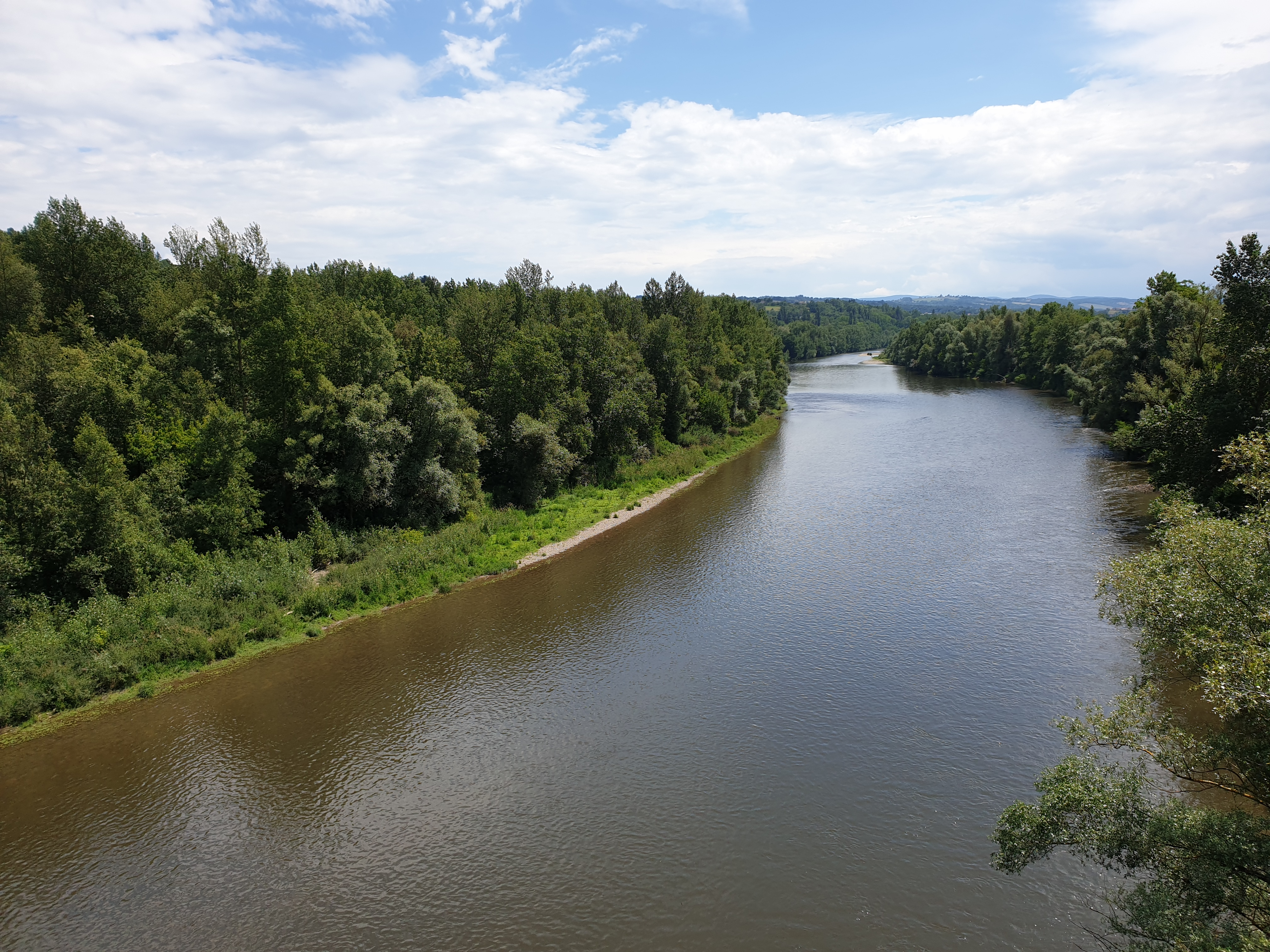
Rivière Allier depuis le viaduc d'Abrest, vers l'amont, en juin 2020.

La commune est traversée par l'Allier. Un affluent rive gauche, la Merlaude, prenant sa source dans le département voisin et la commune de Randan, long de 11,2 km, passe au sud de la commune, au nord du hameau éponyme,.
Plus au nord, le ruisseau du Ruel, dit également des Gouttes, long de 4,3 km passe près du hameau du Bois Chotin et sous le contournement de l'agglomération vichyssoise,.

### Climat
Pour des articles plus généraux, voir Climat d'Auvergne-Rhône-Alpes et Climat de l'Allier.
En 2010, le climat de la commune est de type climat océanique dégradé des plaines du Centre et du Nord, selon une étude du CNRS s'appuyant sur une série de données couvrant la période 1971-2000. En 2020, Météo-France publie une typologie des climats de la France métropolitaine dans laquelle la commune est exposée à un climat de montagne ou de marges de montagne et est dans la région climatique Nord-est du Massif Central, caractérisée par une pluviométrie annuelle de 800 à 1 200 mm, bien répartie dans l'année.
Pour la période 1971-2000, la température annuelle moyenne est de 11,3 °C, avec une amplitude thermique annuelle de 16,5 °C. Le cumul annuel moyen de précipitations est de 783 mm, avec 10 jours de précipitations en janvier et 8,1 jours en juillet. Pour la période 1991-2020, la température moyenne annuelle observée sur la station météorologique de Météo-France la plus proche, « Vichy-Ville », sur la commune de Vichy à 4 km à vol d'oiseau, est de 12,7 °C et le cumul annuel moyen de précipitations est de 799,6 mm,. Pour l'avenir, les paramètres climatiques de la commune estimés pour 2050 selon différents scénarios d'émission de gaz à effet de serre sont consultables sur un site dédié publié par Météo-France en novembre 2022.

## Urbanisme

### Typologie
Au 1er janvier 2024, Hauterive est catégorisée commune rurale à habitat dispersé, selon la nouvelle grille communale de densité à 7 niveaux définie par l'Insee en 2022.
Elle appartient à l'unité urbaine de Vichy, une agglomération intra-départementale dont elle est une commune de la banlieue,. Par ailleurs la commune fait partie de l'aire d'attraction de Vichy, dont elle est une commune de la couronne,. Cette aire, qui regroupe 50 communes, est catégorisée dans les aires de 50 000 à moins de 200 000 habitants,.

### Occupation des sols
Sur les 808 hectares de superficie communale, 97,8 ha sont des espaces habités et 7,7 sont à vocation économique.

### Logement
En 2013, la commune comptait 587 logements, contre 501 en 2008. Parmi ces logements, 90,8 % étaient des résidences principales, 2,6 % des résidences secondaires et 6,7 % des logements vacants. Ces logements étaient pour 89,1 % d'entre eux des maisons individuelles et pour 10,7 % des appartements.
La proportion des résidences principales, propriétés de leurs occupants était de 75,1 %, en baisse par rapport à 2006 (81,4 %). La part de logements HLM loués vides était de 9,2 % (contre 6,6 %).

### Voies de communication et transports

#### Voies routières

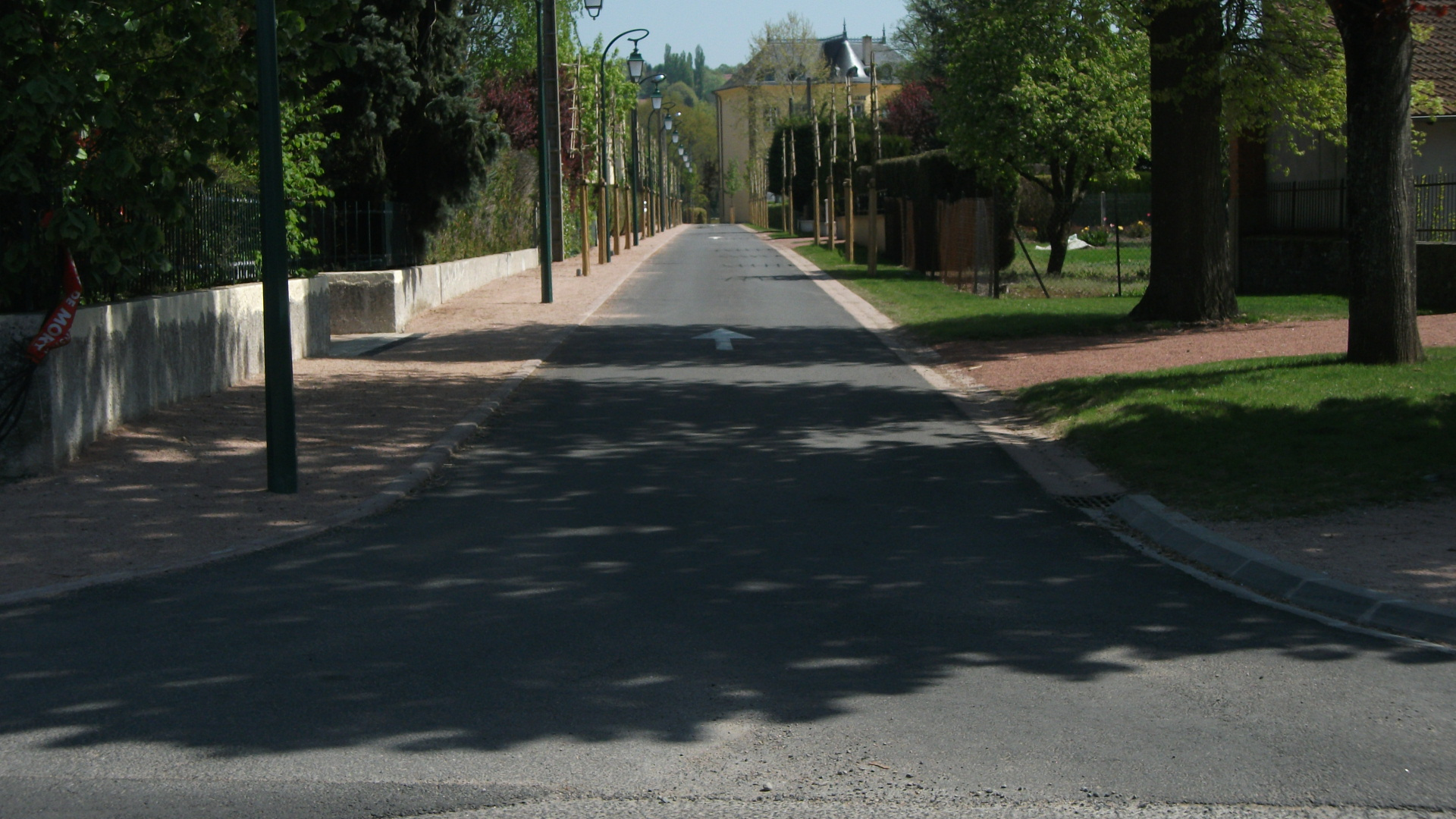
La rue de la Mairie en avril 2011.

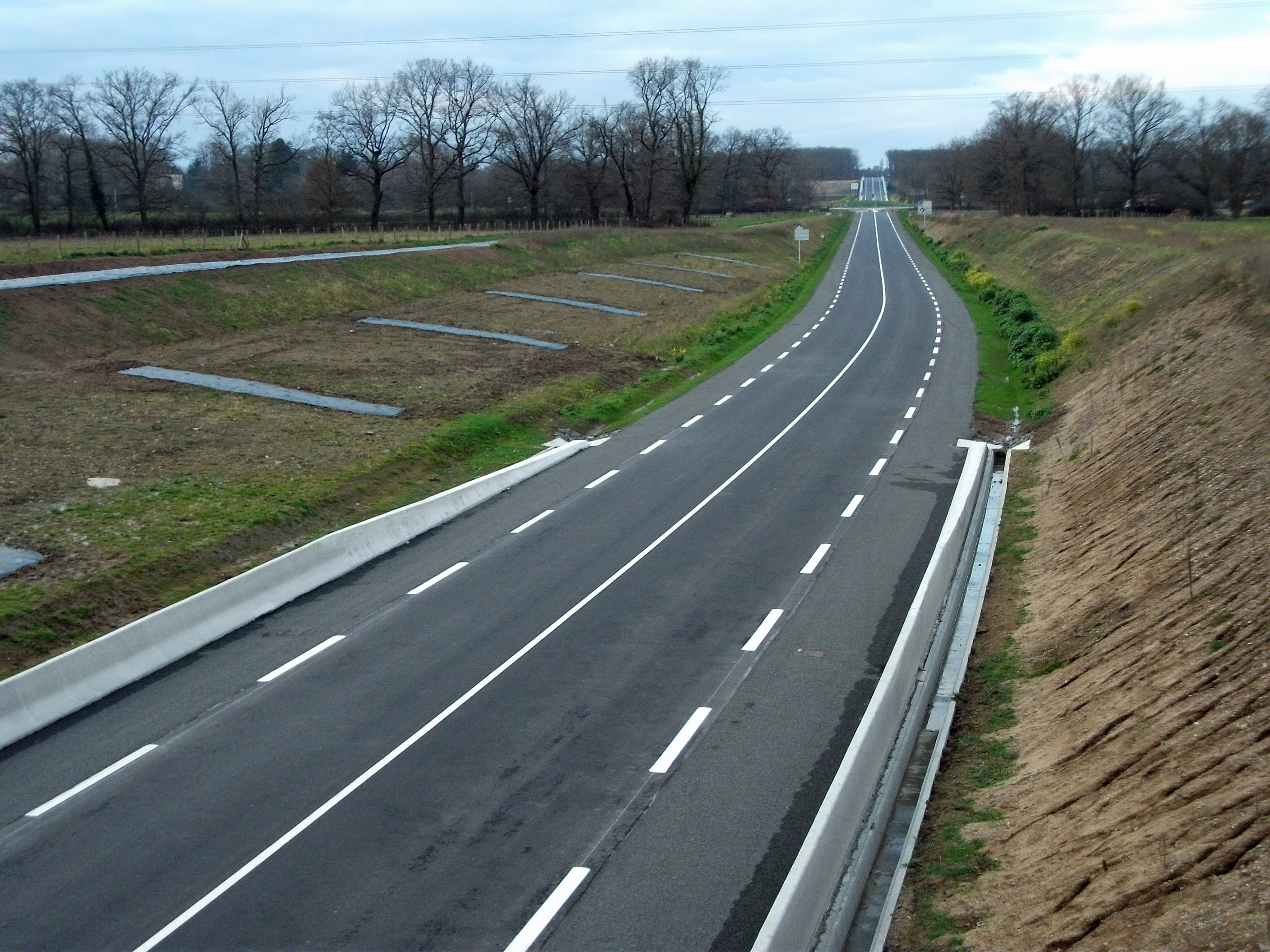
Contournement depuis le pont de la D 131e.

La commune d'Hauterive est traversée par la route départementale 131 et contournée. Au sud, la RD 131e dessert le lieu-dit des Favards (elle devient la D 55 à l'entrée du département du Puy-de-Dôme, en direction des Caires, de la Poivrière — lieux-dits de Saint-Sylvestre-Pragoulin — et de Saint-Priest-Bramefant).
En dehors du contournement sud-ouest et de la RD 131, trois autres routes départementales assurent une desserte locale.
La RD 431 passe à l'ouest de la commune, par le lieu-dit des Sables. Elle croise la RD 221 en provenance de Brugheas et passe au-dessus du contournement. Plus au sud, la RD 275 relie La Merlaude à la commune voisine de Saint-Sylvestre-Pragoulin (RD 93 dans le département voisin ; le tracé a été modifié à la suite de la construction du contournement sud-ouest).
La liaison entre Hauterive et Saint-Yorre nécessite de quitter temporairement le département de l'Allier en empruntant les départementales 434a et 434 sur la commune de Saint-Sylvestre-Pragoulin.
Dans la voirie communale, la rue de la Mairie relie la rue de la République à celle des Moussons ; elle dessert la mairie. Elle est à sens unique depuis sa rénovation en 2010.
Le contournement sud-ouest de Vichy passe par Hauterive et nécessite le franchissement de la voie ferrée par la création d'un pont-route ; les travaux ont démarré fin 2011 mais ont été suspendus pour des raisons environnementales. Après la révision des dossiers, un nouvel arrêté préfectoral et approbation du CNPN, les travaux ont repris et cette route départementale, portant le numéro 906, inaugurée le 28 janvier 2016, est ouverte depuis le 2 février.

#### Transports ferroviaires
La ligne de Vichy à Riom (partie de la ligne Paris - Clermont-Ferrand)  emprunte le viaduc d'Abrest, au nord de la commune, et passe à proximité d'une gare PLM, érigée en 1924, près du point kilométrique 369.
La gare la plus proche, ouverte au service voyageurs, est située à Vichy.

#### Transport en commun
Hauterive est desservie par la ligne G du service de transports en commun MobiVie à raison de cinq passages par jour du lundi au vendredi (arrêts : Les Sables, Hauterive Plein Soleil et Bioparc). Un service de transport à la demande, MobiVie sur mesure, complète cette offre sur tout le territoire communal : il fonctionne du lundi au samedi et permet de rejoindre la mairie, le centre commercial de la Grange au Grain (zone d'activités de Navarre à Bellerive-sur-Allier), ou l'arrêt Source Intermittente (correspondance avec la ligne C).

#### Aménagements cyclables
En 2020, la communauté d'agglomération Vichy Communauté a réalisé la voie verte Via Allier, voie de 27 km de long reliant Billy à Saint-Yorre, et traversant le territoire communal, ainsi que les boucles des Sources (12 km, vers Saint-Yorre ou Abrest par la passerelle SNCF) et des Isles (12,7 km, vers Vichy et Bellerive-sur-Allier ou Abrest par la passerelle).

### Risques naturels et technologiques
Hauterive est soumise aux risques naturels suivants :
- inondation, du fait de la proximité de la rivière Allier[24]. La commune fait partie du territoire à risques importants d'inondation arrêté le 26 novembre 2012. Un plan de prévention du risque inondation concernant la rivière Allier et concernant l'aléa « crue à débordement lent de cours d'eau » a été prescrit en 2016 et approuvé en 2018[25] ;
- rupture de digue : la présence d'une digue de classe C, c'est-à-dire d'une hauteur supérieure ou égale à un mètre et affectant une population comprise entre dix et mille habitants, peut céder à tout moment[24] ;
- risque sismique : la commune est en zone de sismicité faible (niveau 2)[25].

La commune est également exposée à un retrait-gonflement des sols argileux, avec un aléa moyen.
Un risque technologique est présent : la rupture du barrage de Naussac, en Lozère, constitue un risque majeur.
Le DICRIM existe depuis 1998.

## Toponymie

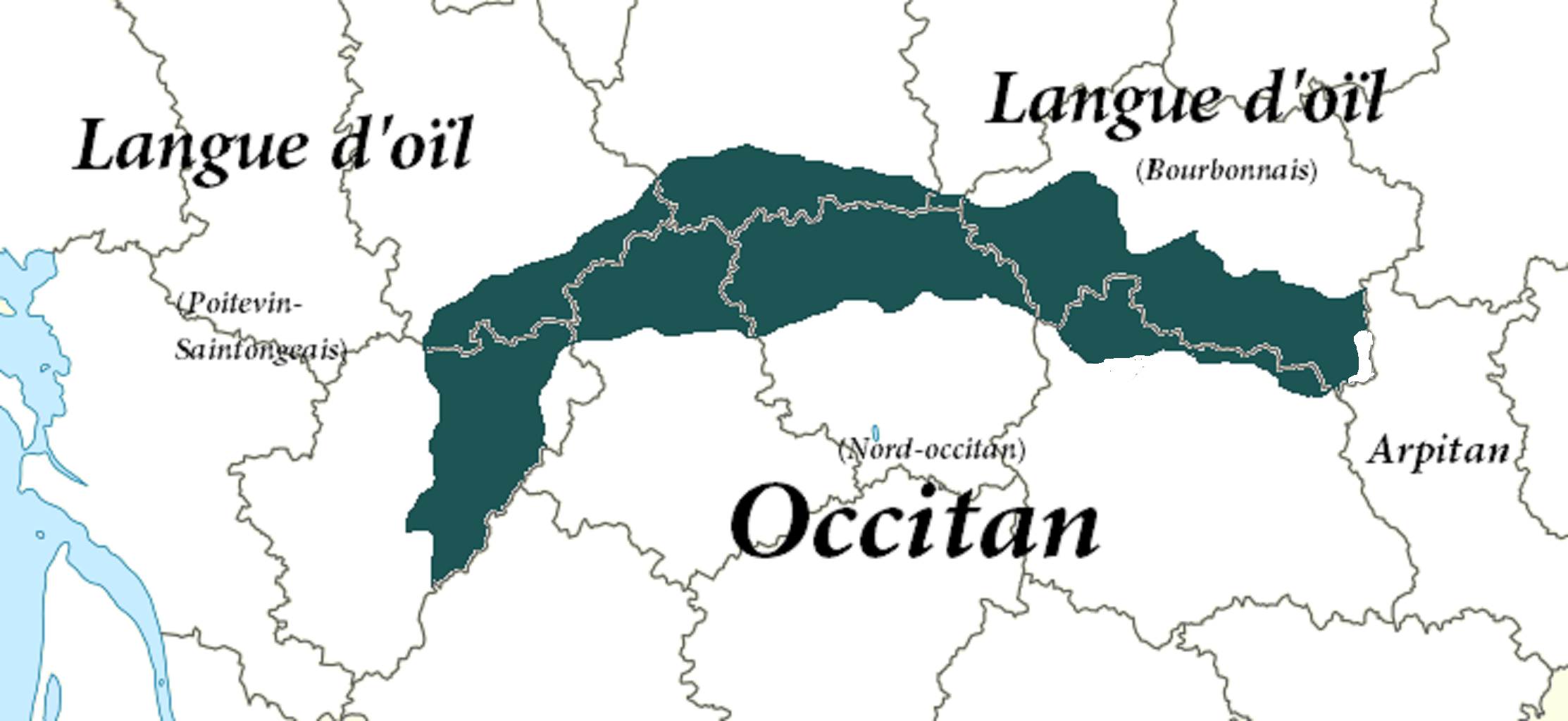
Aire linguistique du Croissant selon lAtlas sonore des langues régionales (CNRS, 2022). Vichy est la deuxième plus grande ville du Croissant.

Les habitants de la commune sont appelés les Hauterivois et les Hauterivoises. Autarive en bourbonnais du Croissant.
Le nom : nommé Autherive sous l'an II (1793), puis en 1801 (Bulletin des lois) Autrive puis Hauterive.

## Histoire
Avant 1789, la commune faisait partie de l'ancienne province d'Auvergne.

### Époque contemporaine
Hauterive a réalisé la première étape de l'aménagement de bourg en 2010, avec la réfection de la rue et de la place de la Mairie ainsi que le déplacement du monument aux morts.

## Politique et administration

### Découpage territorial
Hauterive faisait partie de l'ancien district de Gannat (1793) puis de l'ancien arrondissement de Gannat (1801) puis, à sa suppression en 1926, de La Palisse (puis Lapalisse), et en 1941 de celui de Vichy ; de l'ancien canton de Brugheas (1793), puis du canton d'Escurolles de 1801 à 2015. À la suite du redécoupage des cantons du département, ayant pris effet depuis les élections départementales, la commune est rattachée au canton de Bellerive-sur-Allier.

### Tendances politiques et résultats
Les résultats des élections depuis 2000 ont donné (au second tour) :
Aux élections présidentielles de 2002, Jacques Chirac a recueilli 81,40 % des suffrages exprimés ; en 2007, Nicolas Sarkozy 54,56 % ; en 2012, François Hollande 57,10 %. Tous ces trois candidats ont été élus au niveau national. Pour ces trois années, les taux de participation sont élevés, respectivement de 83,83 %, 86,70 % et 86,50 %.
Aux élections législatives de 2002, de 2007 et de 2012, le député Gérard Charasse (PRG) a recueilli la majorité des voix dans la commune (respectivement 56,93 %, 64,97 % et 65,96 % ; il est élu dans la 4e circonscription en 2002 et 2007 et dans la 3e circonscription en 2012). Les taux de participation sont toutefois peu élevés : 61,05 % en 2002, 65,27 % en 2007 et 60,27 % en 2012. Hauterive était concernée par le redécoupage des circonscriptions législatives en 2010.
Les électeurs de la commune ont voté à 29,78 % pour la liste FN emmenée par Bernard Monot aux dernières élections européennes de 2014. La liste UMP menée par Brice Hortefeux est arrivée deuxième avec 21,91 %. Le taux de participation s'est élevé à 46 %, en hausse de sept points environ par rapport aux deux dernières élections européennes (39,10 % en 2009, en tête Jean-Pierre Audy (UMP) avec 28,62 % ; 40,57 % en 2004, en tête Catherine Guy-Quint (PS) avec 30,60 %).
Aux élections régionales de 2004, Pierre-Joël Bonté (PS) a recueilli 58,91 % des suffrages exprimés. 67,71 % des électeurs avaient voté. En 2010, René Souchon a obtenu 65,56 % des voix, mais moins d'un électeur sur deux a voté (49,94 %). En 2015, Laurent Wauquiez (LR) est arrivé en tête à l'issue du second tour dans le cadre d'une triangulaire, en recueillant 39,15 % des suffrages exprimés. Le taux de participation, en hausse de presque dix points par rapport à 2010, s'est élevé à 59,60 %.
Les deux dernières élections cantonales du canton d'Escurolles ont été organisées en 2004 et 2011. En 2004, Jean-Jacques Rozier a été élu avec 53,43 % des voix dans le canton et en 2011 avec 56,01 %. Cette tendance n'est pas suivie par Hauterive en 2004 (46,81 %), ni en 2011 (47,08 %), dont le taux de participation a chuté de 20 points entre ces deux élections (de 67,71 % à 47,31 %).
Aux élections départementales de 2015, le binôme Isabelle Goninet - Jean-Jacques Rozier (DVD) a recueilli 62,70 % des suffrages exprimés ; il est élu dans le nouveau canton de Bellerive-sur-Allier. Le binôme FN Marie-Françoise Cussinet - Erwan Eon Duval est battu. 52,72 % des électeurs ont voté ; taux inférieur à celui du canton (54,60 %).
Le maire sortant, Didier Corre, a été réélu au premier tour des élections municipales de 2014, avec 57,49 % des voix. 74,63 % des électeurs ont voté. Il acquiert douze des quinze sièges au conseil municipal dont trois au conseil communautaire ; le candidat battu Jean-Luc Avignon acquiert les trois sièges restants. Didier Corre est à nouveau élu en 2020.

### Administration municipale
Le nombre d'habitants de la commune étant compris entre 500 et 1 499, quinze membres sont élus au conseil municipal. Réuni le 25 mai 2020 pour réélire le maire à la suite des élections municipales, trois adjoints ont été désignés.
L'ancien château des Cours, construit en 1849, a été converti en mairie en 1950.
| Période                                  | Période                   | Identité                                | Étiquette | Qualité                          |
| ---------------------------------------- | ------------------------- | --------------------------------------- | --------- | -------------------------------- |
| Les données manquantes sont à compléter. |                           |                                         |           |                                  |
| septembre 1806                           |                           | Claude Sébastien Trochereau de Bouillay |           | Général de brigade               |
| 26 février 1839                          |                           | Jean Seguin                             |           |                                  |
| 22 septembre 1843                        |                           | Pierre Besse Bergier                    |           |                                  |
| 26 mars 1848                             |                           | Saint-Ange Menot                        |           |                                  |
| 8 septembre 1848                         |                           | Pierre Besse Bergier                    |           |                                  |
| 6 octobre 1870                           |                           | Jean-François de Sainsbut des Garennes  |           |                                  |
| 8 octobre 1876                           |                           | Jean Gauliard                           |           |                                  |
| 12 juillet 1891                          |                           | Jean Barbier                            |           |                                  |
| 15 mai 1904                              |                           | Jacques Roches                          |           |                                  |
| 30 avril 1905                            |                           | François Bodon                          |           |                                  |
| 29 juillet 1913                          |                           | Jean Frobert                            |           |                                  |
| 10 décembre 1919                         |                           | Joseph Trintignac                       |           |                                  |
| 1er février 1931                         |                           | Georges Soulier                         |           |                                  |
| 24 octobre 1944                          |                           | Joseph Payant                           |           |                                  |
| 31 octobre 1947                          |                           | Gilbert Deschamps                       |           |                                  |
| 20 mars 1977                             | mars 1983                 | Georges Pouzat                          |           |                                  |
| 20 mars 1983                             |                           | Jean Bodon                              |           |                                  |
| 29 décembre 1986                         | juin 1995                 | Robert Kuntzmann                        |           |                                  |
| 18 juin 1995                             | En cours (au 29 mai 2020) | Didier Corre                            | DVG       | Agriculteur Réélu le 25 mai 2020 |

### Politique environnementale
La commune a adhéré en 1998 au syndicat intercommunal d'alimentation en eau potable de la Vallée du Sichon.
L'assainissement collectif est géré par la communauté d'agglomération. Au 31 décembre 2014, la commune possède un réseau de 11,1 km d'eaux usées et de 7,6 km d'eaux pluviales, ainsi qu'un poste de refoulement non télé-surveillé.
Le traitement des eaux usées se fait à 95 % sur la station d'épuration de Vichy-Rhue (commune de Creuzier-le-Vieux) et à 5 % sur la commune voisine de Saint-Sylvestre-Pragoulin.

### Budget municipal
En 2014, le budget municipal s'élevait à 753 851 € en fonctionnement et 408 226 € en investissement.

## Population et société

### Démographie

#### Évolution démographique
L'évolution du nombre d'habitants est connue à travers les recensements de la population effectués dans la commune depuis 1793. Pour les communes de moins de 10 000 habitants, une enquête de recensement portant sur toute la population est réalisée tous les cinq ans, les populations de référence des années intermédiaires étant quant à elles estimées par interpolation ou extrapolation. Pour la commune, le premier recensement exhaustif entrant dans le cadre du nouveau dispositif a été réalisé en 2007.

En 2022, la commune comptait 1 186 habitants, en évolution de +0,42 % par rapport à 2016 (Allier : −1,38 %, France hors Mayotte : +2,11 %).
| 1793 | 1800 | 1806 | 1821 | 1831 | 1836 | 1841 | 1846 | 1851 |
| ---- | ---- | ---- | ---- | ---- | ---- | ---- | ---- | ---- |
| 300  | 276  | 425  | 340  | 321  | 340  | 352  | 368  | 394  |

| 1856 | 1861 | 1866 | 1872 | 1876 | 1881 | 1886 | 1891 | 1896 |
| ---- | ---- | ---- | ---- | ---- | ---- | ---- | ---- | ---- |
| 416  | 426  | 463  | 427  | 395  | 446  | 479  | 444  | 446  |

| 1901 | 1906 | 1911 | 1921 | 1926 | 1931 | 1936 | 1946 | 1954 |
| ---- | ---- | ---- | ---- | ---- | ---- | ---- | ---- | ---- |
| 446  | 425  | 407  | 403  | 501  | 635  | 575  | 631  | 700  |

| 1962 | 1968 | 1975 | 1982 | 1990  | 1999  | 2006  | 2007  | 2012  |
| ---- | ---- | ---- | ---- | ----- | ----- | ----- | ----- | ----- |
| 774  | 775  | 882  | 958  | 1 077 | 1 055 | 1 079 | 1 082 | 1 198 |

| 2017  | 2022  | - | - | - | - | - | - | - |
| ----- | ----- | - | - | - | - | - | - | - |
| 1 169 | 1 186 | - | - | - | - | - | - | - |

#### Pyramide des âges
En 2021, le taux de personnes d'un âge inférieur à 30 ans s'élève à 29,7 %, soit au-dessus de la moyenne départementale (29,0 %). À l'inverse, le taux de personnes d'âge supérieur à 60 ans est de 32,7 % la même année, alors qu'il est de 35,6 % au niveau départemental.
En 2021, la commune comptait 590 hommes pour 596 femmes, soit un taux de 50,25 % de femmes, légèrement inférieur au taux départemental (52,03 %).
Les pyramides des âges de la commune et du département s'établissent comme suit :
| Hommes | Classe d’âge | Femmes |
| ------ | ------------ | ------ |
| 1,0    | 90 ou +      | 1,5    |
| 10,1   | 75-89 ans    | 10,4   |
| 19,3   | 60-74 ans    | 23,1   |
| 20,3   | 45-59 ans    | 22,2   |
| 15,8   | 30-44 ans    | 16,7   |
| 17,7   | 15-29 ans    | 13,2   |
| 15,7   | 0-14 ans     | 13,0   |

| Hommes | Classe d’âge | Femmes |
| ------ | ------------ | ------ |
| 1,2    | 90 ou +      | 3      |
| 10     | 75-89 ans    | 13,4   |
| 21,3   | 60-74 ans    | 22     |
| 20,6   | 45-59 ans    | 19,6   |
| 15,7   | 30-44 ans    | 15     |
| 15,6   | 15-29 ans    | 12,9   |
| 15,7   | 0-14 ans     | 14     |

### Enseignement
Hauterive fait partie de l'académie de Clermont-Ferrand. Elle gère l'école élémentaire publique des Sources.
Hors dérogations à la carte scolaire, les collégiens sont scolarisés à Saint-Yorre et les lycéens à Cusset, au lycée de Presles (renommé lycée Albert-Londres).

## Économie
La zone d'activités du Bioparc, gérée par la communauté d'agglomération Vichy Communauté et la chambre de commerce et d'industrie de Montluçon-Gannat Portes d'Auvergne, est située au sud de la commune d'Hauterive. Elle s'étend sur 35 hectares. À vocation biomédicale et spécialisée dans le domaine de la santé, de la beauté et de la forme, la zone accueille depuis 1996 des entreprises comme Setubio, Limotech ou JCE Biotechnology.
Un parc photovoltaïque a été installé dans le quartier de Fontsalive, sur le site d'une ancienne carrière de grès. Il peut produire 5,6 GWh d'électricité verte, soit quatre fois la consommation de la commune, et permet d'alimenter l'équivalent de 4 000 foyers. La société Luxel, spécialisée dans le développement et l'exploitation de centrales photovoltaïques basée à Pérols (Hérault), a investi cinq millions d'euros dans la réalisation de ce projet ; fonctionnel depuis juillet 2017, il a été inauguré en avril 2018 en présence du président de Vichy Communauté et du maire d'Hauterive,.

### Revenus de la population et fiscalité
En 2011, le revenu fiscal médian par ménage s'élevait à 27 252 €, ce qui plaçait Hauterive au 20 518e rang des communes de plus de 49 ménages en métropole.

### Emploi
En 2013, la population âgée de quinze à soixante-quatre ans s'élevait à 746 personnes, parmi lesquelles on comptait 76,6 % d'actifs dont 67,8 % ayant un emploi et 8,8 % de chômeurs.
On comptait 385 emplois dans la zone d'emploi. Le nombre d'actifs ayant un emploi résidant dans la zone étant de 510, l'indicateur de concentration d'emploi est de 75,5 %, ce qui signifie que la commune offre moins d'un emploi par habitant actif.
462 des 510 personnes âgées de quinze ans ou plus (soit 90,6 %) sont des salariés. Près d'un actif sur huit travaille dans la commune de résidence.

### Entreprises
Au 1er janvier 2014, Hauterive comptait 57 entreprises : 12 dans l'industrie, 7 dans la construction, 35 dans le commerce, les transports et les services divers et 3 dans le secteur administratif.
En outre, elle comptait 68 établissements.

### Commerce
La base permanente des équipements de 2015 recense une boulangerie et un magasin de meubles.

## Culture locale et patrimoine

### Lieux et monuments
La commune d'Hauterive compte plusieurs châteaux :
- château des Husseaux (1856)[67] ;
- château, 1er et 3e quart du XIXe siècle[68].

Le monument aux morts a été inauguré le 22 août 1920 ; cependant, il a été déplacé en 2010 pour les commémorations du 14-Juillet.

#### Architecture religieuse

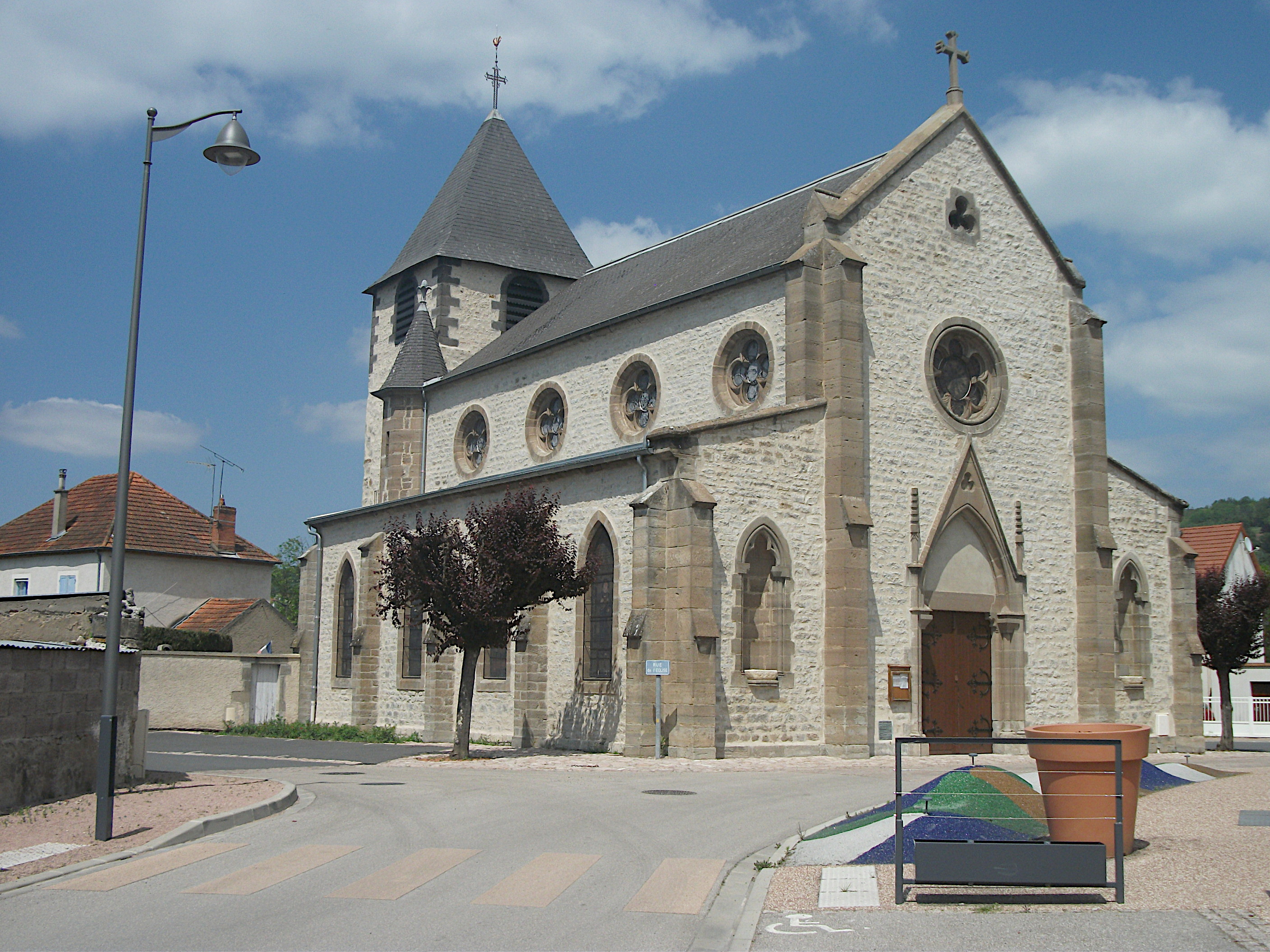
L'église Saint-Louis.

- Église paroissiale Saint-Pierre, Saint-Louis, 1867[70] (objets notables : cloches de volée suspendue, ciboire, armoire, piédestaux, statues et statuettes…[71])

#### Architecture thermale
Les sources minérales sur la commune d'Hauterive font partie du groupement de sources dites Royales, qui font partie de l'eau minérale Saint-Yorre. Un de ces groupements situé dans la commune comprend quatre sources. La source Royale est actuellement exploitée pour l'embouteillage. La source Roger est exploitée pour un autre usage.
L'usine de mise en bouteilles des eaux minérales dite Source et Castel Médicis, datant du 1er quart du XXe siècle, a été détruite.
Celles dites des sources du Hamman et des Eaux Vives datent du 4e quart du XIXe siècle et 1er quart du XXe siècle. Le pavillon comprenait trois bâtiments distincts : le chalet, qui a disparu avec la construction de la ligne de chemin de fer, le pavillon de la source du Hammam, détruit par la construction de la déviation de la RD 131, et le pavillon de la source des Eaux Vives, seul vestige existant.
Autre source :
- Édicule des eaux (kiosque) dit source Saint-Ange

### Personnalités liées à la commune
- Le commandant Gabriel Romon, officier des Transmissions, ancien élève de l'École Polytechnique (X1925), dirige de 1940 à 1944 le principal centre du Groupement des contrôles radioélectriques (GCR), installé au château des Cours à Hauterive, actuellement mairie d'Hauterive. Ce centre officiellement chargé des écoutes radio pour le gouvernement du régime de Vichy, est en fait utilisé sous l'impulsion du directeur du GCR, le colonel Paul Labat, et de Gabriel Romon, pour transmettre clandestinement des informations stratégiques sur les forces d'occupation au BCRA de la France libre et à l'Intelligence Service à Londres. Dans son bureau de directeur du centre d'Hauterive, Gabriel Romon avait affiché ce vers d'Edmond Rostand : « C'est la nuit qu'il est beau de croire en la lumière ». Gabriel Romon est arrêté par la Gestapo à son domicile de Saint-Yorre, commune voisine d'Hauterive, le 12 décembre 1943, déporté et fusillé à Heilbronn en Allemagne le 20 août 1944. Vingt quatre autres membres du GCR sont arrêtés et déportés, dont huit seulement sont rapatriés à la Libération ; deux autres qui ont réussi à échapper aux arrestations pour rejoindre le maquis sont tués. Quant à Paul Labat, il est assassiné par les nazis et son corps est jeté au feu au camp de concentration du Struthof le 1er septembre 1944.
L'une des principales rues de Saint-Yorre a été baptisée rue du Commandant-Romon le 12 mai 1946, et une plaque commémorative de l'action de résistance du GCR apposée sur le fronton de la mairie d'Hauterive le 25 juin 2007[74].
- Sébastien Trochereau de Bouillay, général de la Révolution et du Premier Empire.